# Juniorki
Juniorki – obuwie młodzieżowe noszone w Polsce Ludowej, szczególnie popularne w latach 70.  - sznurowane niskie buty wykonane z ciemnej (np. granatowej) tkaniny i zaopatrzone w skórzany nosek oraz twardą podeszwę.

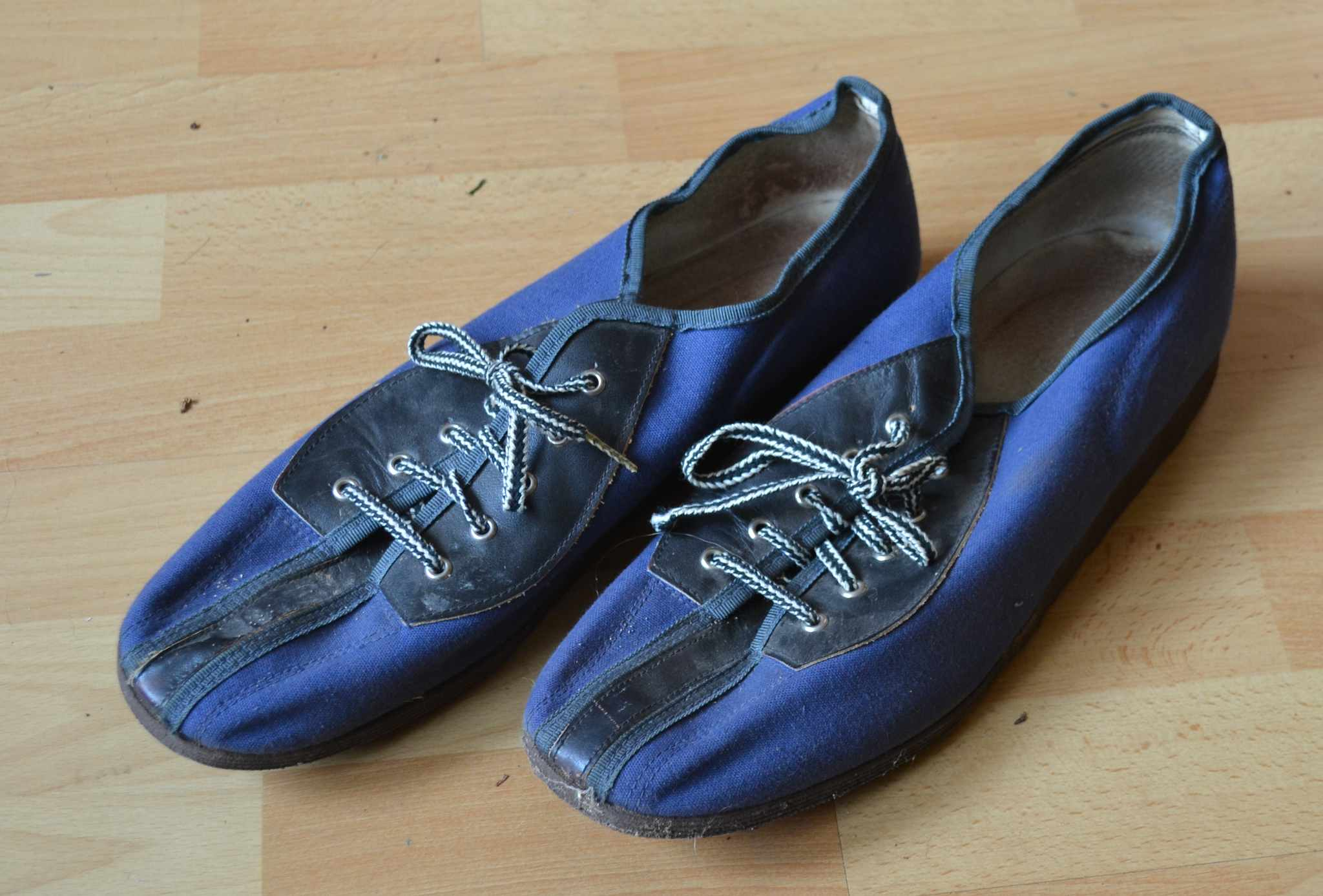
Juniorki

Juniorki uważane były w PRL-u za obuwie profilaktyczne, w związku z czym zalecano je jako „szkolne obuwie obowiązkowe”. Jednakże juniorki, choć mogły korygować koślawość, równocześnie pogłębiały szpotawość i szkodziły dzieciom bez wad postawy. W wielu szkołach były obowiązkowe jako obuwie na zmianę, tj. noszone przez uczniów na terenie szkoły — czasem oprócz juniorek pozwalano na noszenie kapci, tenisówek lub trampek. Obuwie na zmianę uczniowie przynosili do szkoły w charakterystycznych workach. Uczniowie niechętnie nosili juniorki (jeszcze mniej chętnie kapcie), ponieważ były brzydkie i niewygodne. Konieczność zapewnienia uczniom obuwia na zmianę (szczególnie juniorek) była uważana przez ich rodziców za uciążliwość (mała dostępność odpowiednich butów w warunkach gospodarki niedoboru).